# Щёлково (Нижегородская область)
Щёлково — деревня в Павловском районе Нижегородской области, входит в состав городского поселения рабочий посёлок Тумботино.

## История
В окладных книгах 1678 года в составе Бабасовского прихода имелось 2 деревни: Малое Щелково (3 двора крестьянских и 1 бобыльский) и Большое Щелково (13 дворов крестьянских и 3 бобыльских). 
В XIX — первой четверти XX века деревня входила в состав Степаньковской волости Гороховецкого уезда Владимирской губернии, с 1926 года — в составе Фоминской волости Муромского уезда. В 1859 году в деревне числилось 30 дворов, в 1905 году — 50 дворов, в 1926 году — 77 дворов.
С 1929 года деревня являлась центром Щелковского сельсовета Павловского района Горьковского края, с 1931 года — в составе Щепачихинского сельсовета, с 1936 года — в составе Горьковской области, с 2009 года — в составе городского поселения рабочий посёлок Тумботино.

## Население
| 1859 | 1905 | 1926 | 2002 | 2010 |
| ---- | ---- | ---- | ---- | ---- |
| 150  | ↗261 | ↗390 | ↘99  | ↘51  |